# Pleurothallis cauda-phocae
Pleurothallis cauda-phocae är en orkidéart som beskrevs av Carlyle August Luer och Alexander Charles Hirtz. Pleurothallis cauda-phocae ingår i släktet Pleurothallis och familjen orkidéer. Inga underarter finns listade i Catalogue of Life.